# Willow (videogioco 1989 arcade)
Willow (ウィロー?, Uirō) è un videogioco arcade a piattaforme e sparatutto a scorrimento orizzontale, sviluppato e pubblicato da Capcom nel 1989. Si basa sul film Willow, uscito l'anno prima sul grande schermo, riproducendone fedelmente la vicenda.
L'arcade Willow è completamente diverso dagli altri due videogiochi tratti dal film, Willow per computer e Willow per NES.

## Modalità di gioco
I personaggi giocabili sono due, Willow e Madmartigan, in lotta con la malvagia regina Bavmorda. All'inizio il giocatore si cala nei panni di Willow, mentre Madmartigan diventa sbloccabile a partire dal secondo livello. Per entrambi gli eroi le vite sono tre, con punti ferita. Bisogna cercare di completare i livelli senza fare scadere il tempo a disposizione.
I livelli sono 6, così come i boss, ma non vi è la classica ripartizione: i livelli 1, 3, 4 e 5 contengono un boss, nel livello 2 non ve ne sono, mentre nel sesto livello il giocatore affronterà gli ultimi due (Kael a metà stage e Bavmorda alla fine). Il boss del quarto livello è Sorsha, la figlia di Bavmorda: proprio come nel film, passerà dalla parte del Bene dopo la sconfitta.
Si usano un joystick (per gli spostamenti) e due tasti (A per sparare, B per saltare). Con le monete raccolte durante il gioco è possibile ottenere potenziamenti vari, recupero dell'energia vitale ed eventualmente anche vite extra (a seconda della quantità di denaro), ogniqualvolta il giocatore avvicina il mago benevolo che di tanto in tanto apparirà.

## Colonna sonora
Le musiche sono del compositore Takashi Tateishi, qui accreditato come Ogeretu Kun.